# Кабел
'т-Кабел (нід. 't Kabel) — селище в нідерландській провінції Північна Голландія. Входить до муніципалітету Гарлеммермер. Його населення станом на 2004 рік складало 100 осіб.